# Body 2 Body
Body 2 Body è un brano musicale del rapper statunitense Ace Hood a cui collabora il cantante R&B Chris Brown, estratto come terzo singolo dal suo terzo album studio Blood, Sweat & Tears il 26 luglio 2011.

## Tracce
- Download digitale

1. Body 2 Body featuring Chris Brown – 3:55

## Classifiche
| Classifica (2011)               | Posizione più alta |
| ------------------------------- | ------------------ |
| Stati Uniti                     | 65                 |
| Billboard Hot R&B/Hip-Hop Songs | 6                  |